# Jaak Fontier
Jaak Fontier (Sint-Andries, 27 juli 1927 - Brugge, 13 maart 2017) was een Belgisch leraar, kenner van en auteur over hedendaagse kunst.

## Levensloop
Fontier werd vooral bekend als kunstcriticus in het domein van de plastische kunsten, maar hij was ook een kenner van de dichter Hölderlin en schreef zelf gedichten. Hij beoefende vooral het genre van de haiku's.  
Als kunstcriticus was hij een pionier in het ondersteunen van de avant-garde. In Brugge was hij in 1956 medestichter van de culturele vereniging Raaklijn, waarvan hij het archief bijhield. Tussen 1968-1974 hielp hij in Brugge bij het opzetten van de drie Triënnales van hedendaagse kunst. Hij werd een bekend criticus van de hedendaagse kunst en publiceerde een groot aantal monografieën over vooral geometrisch abstracte kunstenaars. Over deze kunstenaars schreef hij talrijke artikels in het Brugsch Handelsblad en in Brugse en andere tijdschriften. Hij gaf ook talloze voordrachten en trad vaak op als inleider bij tentoonstellingen.
Hij was actief in het Vermeylenfonds en publiceerde in het tijdschrift van deze vereniging. Hij werkte ook mee met de Vereniging voor Westvlaamse Schrijvers, schreef enkele VWS-cahiers en werkte mee aan het redigeren van het Lexicon van West-Vlaamse Kunstenaars. Hij was gedurende een aantal jaren secretaris van de vereniging Vrienden van de Brugse Musea. Hij was ook redacteur van de tijdschriften Njet (1956-57) en Kreatief (1983).
Beroepshalve was Fontier leraar. Na zijn studies Germaanse talen aan de Rijksnormaalschool in Gent (1946-1948) werd hij leraar Nederlands in het secundair onderwijs.
Zijn vrijzinnig humanisme bracht hem tot het lidmaatschap van de Brugse vrijmetselaarsloge La Flandre, binnen het Grootoosten van België.

## Publicaties
- Luc Peire, monografie, 1962.
- De levensfilosofie van Bertrand Russell, 1963.
- Pol Mara, monografie, 1966.
- Carmen Dyonise, monografie, 1969 & 1981.
- De schaduw volgt het lichaam, negen essays over beeldende kunst, 1969, laureaat provinciale prijs voor essay.
- Zen, maan en sterren, meditatieboek, Deventer, 1975.
- De zon van Zen, meditatieboek, 1977.
- De woorden voorbij. 33 x 3 Haiku, 1980.
- Swimberghe: Reliefs Gemalde Zeichnungen, Keulen, Belgisches Haus, 1980.
- Wat blijft stichten de dichters, 48 gedichten van Hölderlin in vertaling, 1981.
- Renaat Ramon, 1983.
- Luc Peire, monografie, 1984.
- Gilbert Swimberghe, monografie, Brussel,1984.
- (samen met Hugo Brutin) Keramiek in Vlaanderen, over hedendaagse keramisten en hun werk, Tielt, Lannoo, 1986.
- Fons De Vogelaere, vierenzestig steekproeven van werken op papier, 1986.
- Sculptuur Park Sebrechts : Aspecten '88, Brugge, 1988.
- Walther Vanbeselaere, VWS Cahiers 137, 1989
- Gaston De Mey, monografie, Gent, 1990
- Vic Gentils. Overzichtstentoonstelling 1941-1990,Brussel, Gemeentekrediet, 1992.
- (samen met Ludo Bekkers & Marcel Boon) L'art dans le metro Bruxelles. Vingt ans d'art monumental, Brussel, Gemeentekrediet, 1993.
- Sculptuur. Aspecten 96, Brugge, 1996.
- Gilbert Swimberghe, monografie, 1997.
- Renaat Ramon, maten en gewichten, monografie, Brugge, Walleyndruk, 1997.
- Pol Spilliaert, monografie, Tielt, Lannoo, 2005.
- Wisselwerking tussen vorm en zijn, in: Willy Dezutter, Monografie Sylvère Declerck, Brugge, 2009.